# Jos Daerden
Jozef 'Jos' Daerden (nascido em 26 de novembro, 1954 em Tongeren) é um ex-futebolista belga e gerente, atualmente é treinador do Germinal Beerschot.